# 国包駅
国包駅（くにかねえき）は、兵庫県加古川市上荘町国包（くにかね）にあった三木鉄道三木線の駅（廃駅）である。

## 歴史
当駅開業前にも、現在の厄神駅が初代「国包駅」を名乗っていたが、当駅開業時に初代国包駅は厄神駅に改称された。
- 1916年（大正5年）11月22日：播州鉄道 厄神 - 別所間の開通と同時に開業[1]。旅客営業のみ[1]。
- 1923年（大正12年）12月21日：播丹鉄道の駅となる。
- 1943年（昭和18年）6月1日：播丹鉄道の国有化により鉄道省三木線の駅となる[1]。
- 1973年（昭和48年）10月1日：駅無人化[3]（ただし、1年間のみ日中に限り駅員を一人配置[4]）。
- 1976年（昭和51年）：駅舎改築。
- 1985年（昭和60年）4月1日：三木鉄道の駅となる[1]。
- 2008年（平成20年）4月1日：三木鉄道廃止に伴い、廃駅になる。代替バスの国包東バス停設置。
- 2009年（平成21年）6月：駅舎の解体作業が完了する。

## 駅構造
単式ホーム1面1線のみを有する地上駅。線路はほぼ東西に走り、ホームは線路の北側にある。無人駅であった。
駅舎はホームに接して設けられており、待合所やトイレ（汲取式）などが小さくまとめられた簡単なものとなっていた。この駅舎は鉄筋コンクリート造り1階建て、18平方メートルの建物で、大阪鉄道管理局の建築課によって設計された。昭和50年代から全国の無人駅には同様の駅舎が多数設置されているが、1976年（昭和51年）に建てられた当駅のものはその最初であり、無人駅における簡易な駅舎の設置の嚆矢となったとも言えるものである（当時はカプセル駅と呼ばれた）。駅舎の内部には椅子などが設けられていた。その他、駅の外部の駅舎脇には公衆電話が設置されていた。なお、駅舎内に設置されていたトイレは入口の前に木が生えて使用不能となり、閉鎖された。2009年（平成21年）6月 に駅舎が解体された。

## 駅周辺
国包の集落は駅から西側に広がっており、国包郵便局や加古川市立八幡小学校などがある。国包は加古川上流より流された木材の集散場所であったことから建具作りが大変盛んな土地である。この建具作りは江戸時代から続く伝統産業である。
駅のすぐ東側の踏切では三木線の線路を兵庫県道20号加古川三田線が越えている。駅から北へ300メートルほど歩くと突き当たるのが加古川である。

### バス路線
- 三木鉄道代替バス：神戸電鉄恵比須駅 行 / 厄神駅 行（2008年4月1日より運行） - 駅付近に「国包東」停留所が設置された。

## 隣の駅
三木鉄道
三木線
厄神駅 - 国包駅 - 宗佐駅